# Wai Bian
Wai Bian är ett vattendrag i Indonesien. Det ligger i den östra delen av landet, 3 700 km öster om huvudstaden Jakarta.